# Kościół Najświętszego Serca Pana Jezusa w Poraju
Kościół parafialny pw. Najświętszego Serca Pana Jezusa w Poraju – kościół parafialny pod wezwaniem Najświętszego Serca Pana Jezusa w Poraju. Kościół jest świątynią parafialną rzymskokatolickiej parafii pod tym samym wezwaniem.

## Historia
Kościół został zbudowany staraniem proboszcza parafii św. Jana Chrzciciela w Choroniu, ks. Augustyna Kańtocha. Kamień węgielny pod jego budowę pobłogosławił biskup Antoni Zimniak 26 kwietnia 1936 roku, a ukończony kościół poświęcił dziekan zawierciański ks. Bolesława Wajzler w 1939 roku. Był on rozbudowywany w latach 1947-1948, kiedy dobudowano zakrystię i balkon nad głównym wejściem oraz w 1957, kiedy m.in. wykonano marmurowy ołtarz. Konsekracji świątyni dokonał 22 września 1957 roku biskup Zdzisław Goliński. Staraniem ks. Michała Komasy przebudowano ołtarz główny i dobudowano wieżę.
Przed kościołem znajduje się figura św. Jana Pawła II.

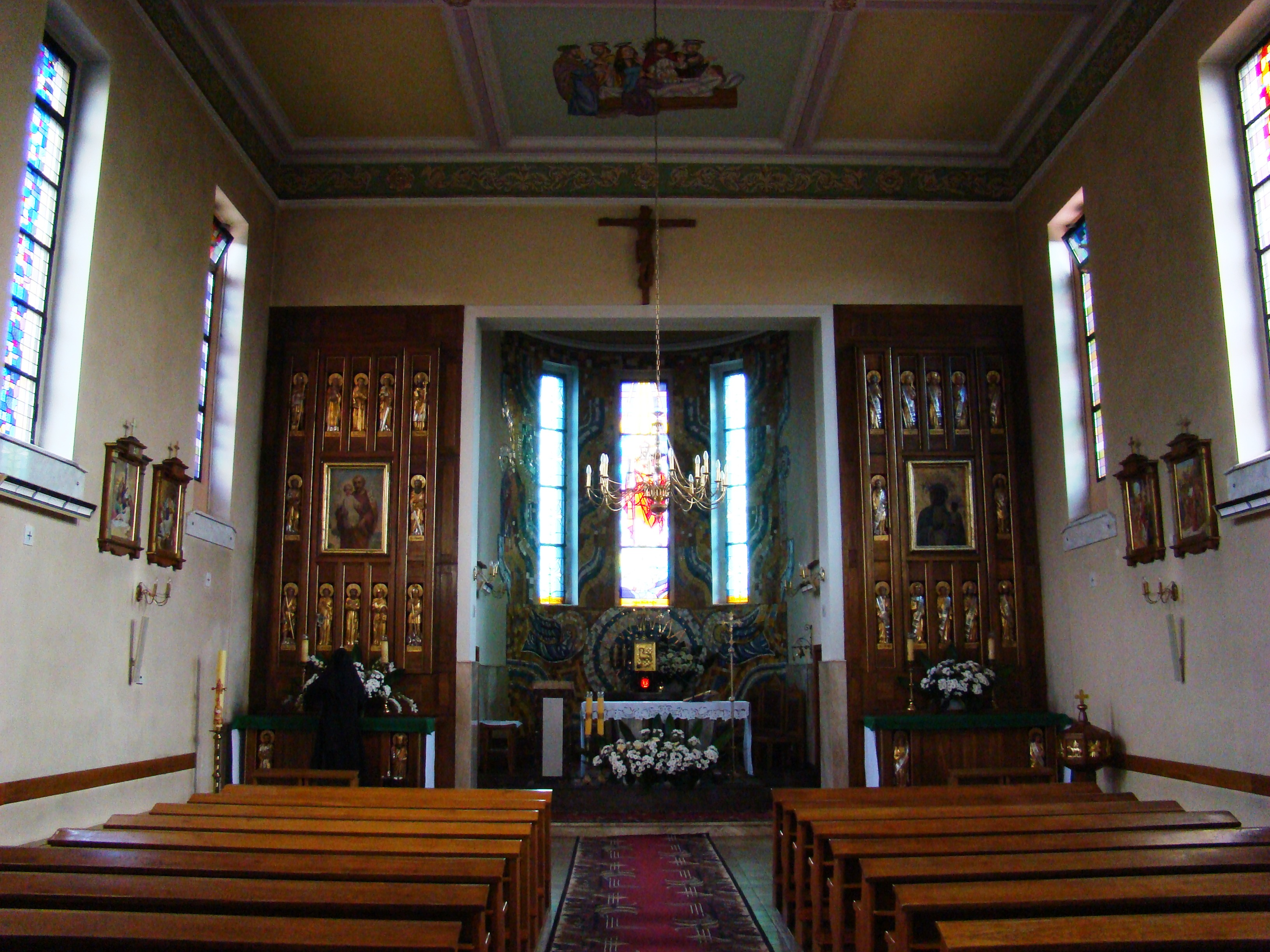
wnętrze kościoła